# Daumat al-Dżandal

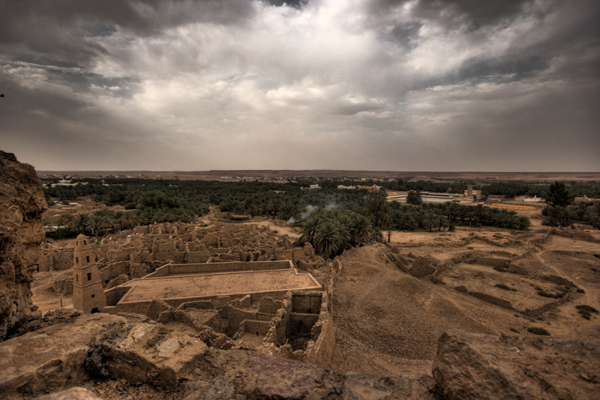
Ruiny starego miasta

Daumat al-Dżandal (arab. دومة الجندل) – miasto w północnej Arabii Saudyjskiej, w prowincji Al-Dżauf. Według spisu ludności na rok 2010 liczyło 32 613 mieszkańców.